# 貝氏草䲁
貝氏草䲁（學名：Clinus berrisfordi），為輻鰭魚綱䲁形目胎䲁科草䲁屬的一個種，分布於東南大西洋南非福爾斯灣至斯科恩馬克斯科普(Skoenmakerskop)海域，本魚身體略扁，鼻子呈楔形，輪廓角銳角，眼睛上方有突出的觸手，扁平的柄末端有幾根長絲，前鼻孔上的觸鬚具有狹窄的柄和扁平的雙葉尖端，身體呈紅橙色，帶有大約七條暗淡的條紋。兩條深色線條從眼睛延伸至臉頰，肩膀有一個深色眼斑。鰭也是紅橙色，略有斑點和條紋，背鰭硬棘33-36枚、背鰭軟條5-6枚、臀鰭硬棘2枚、臀鰭軟條22-25枚，體長可達12公分，棲息在潮間帶潮池，雌魚產附著性卵，雄魚會守護卵，幼魚為浮游性，生活習性不明。